# Lija
Lija je žensko osebno ime.

## Izvor imena
Ime Lija je različia ženskih osebnih imen Lijana oziroma Lea.

## Pogostost imena
Po podatkih Statističnega urada Republike Slovenije je bilo na dan 31. decembra 2007 v Sloveniji število ženskih oseb z imenom Lija: 54.

## Osebni praznik
V koledarju je ime Lija skupaj z imenoma: Lijana, ki god praznuje 27. julija oziroma Lea, ki god praznuje 22.marca 